# 2002년 K리그
2002년 K-리그는 K-리그의 20번째 시즌이다. 시즌은 3월 10일에 벌어진 2001시즌의 리그 우승 팀 성남 일화 천마와 2001년도 FA컵 우승 팀인 대전 시티즌과의 슈퍼컵을 시작으로 출발하였다. 정규리그는 삼성전자와 타이틀 스폰서 조인을 맺어서 삼성 파브 K-리그 2002라는 대회명칭으로 정해졌으며 컵대회와 월드컵이 끝나고 난 뒤인 7월 7일에 시작하여 11월 17일에 종료되었다.
이번 시즌은 2002년 FIFA 월드컵의 효과로 인해 "CU@K-리그"라는 구호와 함께 69경기만에 100만 관중을 돌파하는 기록을 세웠다(컵대회 포함). 이번 시즌의 총 관중은 2백 57만명을 넘어서면서 프로축구 사상 역대 2위 (1위 기록은 1999년의 2백 67만명)를 기록하였다.
전년도 우승 팀인 성남은 슈퍼컵 우승을 시작으로, 아디다스컵과 리그에서도 우승하면서 2002시즌의 모든 대회를 우승하는 저력을 보여주었다. 아시안 클럽 챔피언십이 2002-03시즌까지 운영되기 때문에 이번 시즌의 우승 팀은 AFC 챔피언스리그에 진출하지 않는다.

## 시즌 개요

### 참가 구단
| #  | 팀명               | 연고지     | 리그 참여년도 | 전년도 순위 |
| -- | ------------------ | ---------- | ------------- | ----------- |
| 1  | 성남 일화 천마     | 성남시     | 1989년        | 우승        |
| 2  | 안양 LG 치타스     | 안양시     | 1984년        | 준우승      |
| 3  | 수원 삼성 블루윙즈 | 수원시     | 1996년        | 3위         |
| 4  | 부산 아이콘스      | 부산광역시 | 1983년        | 4위         |
| 5  | 포항 스틸러스      | 포항시     | 1983년        | 5위         |
| 6  | 울산 현대 호랑이   | 울산광역시 | 1984년        | 6위         |
| 7  | 부천 SK            | 부천시     | 1983년        | 7위         |
| 8  | 전남 드래곤즈      | 전라남도   | 1995년        | 8위         |
| 9  | 전북 현대 모터스   | 전라북도   | 1995년        | 9위         |
| 10 | 대전 시티즌        | 대전광역시 | 1997년        | 10위        |

## 시즌 순위

### 정규시즌 순위
| 순위 | 팀                 | 경기 | 승 | 무 | 패 | 득 | 실 | 차  | 승점 | 비고 |
| ---- | ------------------ | ---- | -- | -- | -- | -- | -- | --- | ---- | ---- |
| 1    | 성남 일화 천마     | 27   | 14 | 7  | 6  | 43 | 32 | +11 | 49   | 우승 |
| 2    | 울산 현대 호랑이   | 27   | 13 | 8  | 6  | 37 | 27 | +10 | 47   |      |
| 3    | 수원 삼성 블루윙즈 | 27   | 12 | 9  | 6  | 40 | 26 | +14 | 45   |      |
| 4    | 안양 LG 치타스     | 27   | 11 | 7  | 9  | 37 | 30 | +7  | 40   |      |
| 5    | 전남 드래곤즈      | 27   | 9  | 10 | 8  | 21 | 21 | 0   | 37   |      |
| 6    | 포항 스틸러스      | 27   | 9  | 9  | 9  | 31 | 34 | −3  | 36   |      |
| 7    | 전북 현대 모터스   | 27   | 8  | 11 | 8  | 37 | 36 | +1  | 35   |      |
| 8    | 부천 SK            | 27   | 8  | 8  | 11 | 32 | 40 | −8  | 32   |      |
| 9    | 부산 아이콘스      | 27   | 6  | 8  | 13 | 36 | 45 | −9  | 26   |      |
| 10   | 대전 시티즌        | 27   | 1  | 11 | 15 | 17 | 40 | −23 | 14   |      |

## 우승 구단
| 2002년 K-리그 우승            |
| ----------------------------- |
| 성남 일화 천마 다섯 번째 우승 |

## 시즌 통계

### 개인 기록

#### 득점
| 순위 | 선수            | 클럽               | 득점 | 경기 |
| ---- | --------------- | ------------------ | ---- | ---- |
| 1    | 에드밀손        | 전북 현대 모터스   | 14   | 27   |
| 2    | 우성용          | 부산 아이콘스      | 13   | 25   |
| 3    | 유상철          | 울산 현대 호랑이   | 9    | 8    |
| =    | 뚜따            | 안양 LG 치타스     | 9    | 18   |
| =    | 다보            | 부천 SK            | 9    | 23   |
| =    | 고란 페트레스키 | 포항 스틸러스      | 9    | 23   |
| =    | 샤샤            | 성남 일화 천마     | 9    | 26   |
| =    | 김대의          | 성남 일화 천마     | 9    | 27   |
| 9    | 이리네          | 성남 일화 천마     | 8    | 20   |
| =    | 김도훈          | 전북 현대 모터스   | 8    | 22   |
| =    | 산드로 C        | 수원 삼성 블루윙즈 | 8    | 22   |
| =    | 신병호          | 전남 드래곤즈      | 8    | 26   |

#### 도움
| 순위 | 선수     | 클럽               | 도움 | 경기 |
| ---- | -------- | ------------------ | ---- | ---- |
| 1    | 이천수   | 울산 현대 호랑이   | 9    | 18   |
| 2    | 김대의   | 성남 일화 천마     | 9    | 27   |
| 3    | 메도     | 포항 스틸러스      | 7    | 18   |
| 4    | 데니스   | 수원 삼성 블루윙즈 | 6    | 17   |
| 5    | 하리     | 부산 아이콘스      | 5    | 20   |
| 6    | 안드레   | 안양 LG 치타스     | 5    | 22   |
| 7    | 이영표   | 안양 LG 치타스     | 5    | 23   |
| 8    | 파울링뇨 | 울산 현대 호랑이   | 5    | 25   |
| 9    | 신태용   | 성남 일화 천마     | 5    | 26   |

## 수상

### 베스트 11
- 골키퍼: 이운재 (수원)
- 수비수: 김현수 (성남), 김태영 (전남), 최진철 (전북), 홍명보 (포항)
- 미드필더: 신태용 (성남), 이천수 (울산), 안드레 (안양), 서정원 (수원)
- 공격수: 김대의 (성남), 유상철 (울산)

### 부문별 수상자
| 부문         | 선수     | 클럽             |
| ------------ | -------- | ---------------- |
| 최우수선수상 | 김대의   | 성남 일화 천마   |
| 신인선수상   | 이천수   | 울산 현대 호랑이 |
| 득점상       | 에드밀손 | 전북 현대 모터스 |
| 도움상       | 이천수   | 울산 현대 호랑이 |
| 감독상       | 차경복   | 성남 일화 천마   |
| 특별상       | 김기동   | 부천 SK          |
| 특별상       | 이용발   | 전북 현대 모터스 |

## 같이 보기
- 2002년 리그컵
- 2002년 대한민국 FA컵

## 참고 자료
- K리그 히스토리 2002 시즌[깨진 링크(과거 내용 찾기)]